# Hiawatha, the Messiah of the Ojibway
Hiawatha, the Messiah of the Ojibway è un cortometraggio muto del 1903 diretto da Joe Rosenthal, ispirato al poema di Henry Wadsworth Longfellow che venne portato numerose volte sullo schermo. Nel 1908, ne uscì un altro adattamento sceneggiato - per la Kalem Company - da Gene Gauntier, con il titolo Hiawatha.

## Produzione
Il film fu prodotto dalla Canadian Bioscope Company e venne girato nello Stato canadese dell'Ontario, a Desbarats.

## Distribuzione
Distribuito nel Regno Unito dalla Charles Urban Trading Company con il sottotitolo The Passion Play of America.